# Eusébie (philosophie)
 (novembre 2023).
L’eusébie (en grec ancien : εὐσέβεια/eusébeia, de εὖ/eũ (« bien ») et σέβας/sébas (« crainte religieuse ») est, en philosophie, le respect dû aux dieux.
Dans les Définitions, le platonisme donne cette définition de l’eusébie : « Justice à l’égard des dieux ; propension à se mettre de son plein gré au service des dieux ; conception juste de l’honneur qu’il convient de rendre aux dieux ; connaissance assurée des honneurs qu’il convient de rendre aux dieux. ». Le mot désigne et englobe la piété, et la dépasse. Le philosophe péripatéticien Théophraste, qui a écrit De l’Eusébie sur le sujet, déclare que l’on ne peut être dit vertueux sans elle. Théophraste dit également qu’elle ne consiste pas en la magnificence de sacrifices, mais au respect que l’on témoigne à la divinité. Le philosophe stoïcien Épictète explique que le fond de l’eusébie consiste à juger sainement, à penser que les dieux existent « et qu’ils gouvernent l’univers avec sagesse et avec justice, et en conséquence de te donner le rôle de leur obéir, de leur céder et de les suivre en tout ce qui t’arrive, dans la pensée que c’est arrangé pour le mieux. » Selon Épictète, ce conseil permet de ne jamais s'en prendre aux dieux et de ne jamais se plaindre d’en être négligé.
L’essence même de l’eusébie est la reconnaissance d’un lien à l’ordre du monde, sens qui s’éloigne totalement de la piété des chrétiens, qui ne consiste qu’à croire en Dieu et suivre les dogmes et la vertu. Une notion commune est la reconnaissance des devoirs, d’observation de la loi divine de ce qui nous relie à la divinité, mais le concept philosophique se rapproche de la cosmétique, une science de l’ordre universel, de la morale qui détermine le monde dans le sens d'un bon ordre des choses, d’une maturité spirituelle.

## Définition
L’eusébie est le respect d'un juste milieu, la connaissance de limites à ne pas franchir avec les lois divines ; il s’agit avant tout de respecter les traditions des ancêtres et d’accorder aux dieux leur dû - offrandes, prières - quitte à accomplir les rites sans en connaître la signification profonde. La piété est avant tout civique (il faut aussi indiquer que la charge de prêtre, sauf dans de rares cas, est civile et qu’il n’existe pas de clergé) : chaque cité est protégée par une divinité tutélaire. Lui manquer de respect, c'est risquer qu’elle cesse d'assurer cette protection, danger qui concernerait tous les citoyens.
Les obligations de la communauté concernent d’abord le respect de la tradition ancestrale. Celles de l’individu sont multiformes. La participation aux cultes de la cité, l’abondance des offrandes dans les sanctuaires, la dévotion envers les morts de la parenté et les divinités protectrices de la famille, la générosité pour permettre aux rituels de se dérouler dans de meilleures conditions sont des exemples de manifestation de piété.
Platon dans L'Euthyphron donne la définition suivante de l'Eusébie : "savoir dire et faire ce qui est agréable aux dieux".

## Culte des dieux dans la cité
Le culte des dieux concerne la piété et les vertus des citoyens, et, par là, le succès et la conservation de la cité ; il est essentiellement une affaire politique, académique, comme le sera la religion romaine. Le culte des dieux concerne la piété et les vertus des citoyens, et, par là, le succès et la conservation de la cité.
À Socrate qui lui demande ce que font les dieux pour un homme épris d’eusébie et d’hosiótês (sainteté) Euthyphron répond : « Ce que je puis te dire en général, c’est que la sainteté consiste à se rendre les dieux favorables par ses prières et ses sacrifices, et qu'ainsi elle conserve les familles et les cités ; que l’impiété consiste à faire le contraire, et qu'elle perd et ruine tout,. »

## Vocabulaire
Trois termes grecs, thrêskeía, eusébeia et hosiótês, peuvent se traduire par le terme « piété » et désignent une vertu par laquelle le culte des dieux est effectué. Ces trois termes ont cependant des significations sensiblement différentes :
- « θρησκεία / thrêskeía » désigne le culte des dieux. Au pluriel, les θρησκείαι / thrêskeíai sont des cérémonies de culte. C'est le terme thrêskeía qui est finalement devenu l’équivalent de religion en grec, mais cette équivalence s'est établie assez tard, tandis que les Grecs de l’Antiquité classique considéraient d'autres vertus parmi celles qui incitent au culte des dieux.
- « εὐσέβεια / eusébeia » peut désigner la piété envers les dieux, et est en ce sens synonyme de thrêskeía, mais désigne aussi ordinairement le respect de ses parents.
- « ὁσιότης / hosiótês » peut également se traduire par « piété », mais son sens propre est « sainteté ». Le mot est formé sur le terme « hosia » qui désigne ce qui est parfait, ce qui est saint.

Pour Socrate, « la piété consiste à faire l'œuvre d'un dieu au profit des êtres humains », selon Vlastos. Aussi la réponse de l'oracle de Delphes engage-t-elle Socrate sur la voie qui fait de lui un « philosophe des rues ». Les signes envoyés par les dieux ne pouvant être interprétés qu'à la lumière de la raison, et Socrate étant le plus sage, il est donc de son devoir d'engager les Athéniens à perfectionner leur âme. L’hosiótês est une vertu qui est de l’ordre d’un respect de ce qui est juste ou moral. Dans l’Euthyphron, le dialogue de Platon sur la piété, Socrate demande sans cesse à Euthyphron ce que sont l’eusébeia et l’hosiótês. Cependant, les deux termes ne semblent pas être exactement synonymes. Tandis que l’eusébie désigne le fait d'accomplir pour les dieux ce qui est établi, traditionnel et convenu, l’hosiótês implique une rectitude, une droiture ou une justice qui n'est pas nécessairement celle de la tradition, mais qui est de l’ordre de ce qui est juste en soi. Platon, en employant les deux termes comme s'ils voulaient dire la même chose, tenterait d'éveiller chez Euthyphron la question de la justesse ou de la moralité de ce qui est fait de manière coutumière, ce qui a été établi de manière empirique. Il confronte ainsi l’eusébie comme attitude rituelle et traditionnelle envers les dieux à l’hosiótês comme respect d’une loi divine. Au chapitre VI du Livre IV des Mémorables, Xénophon fait définir l’eusébie par Socrate : « connaissance du culte légitime ».

## Asébie
L’asébie, en grec ancien : ἀσεβεία, évoquée dans l’Euthyphron, Le Banquet (193 b) et les Lois (livre X, 884 a  sq.) implique que l’on se conduise mal envers les dieux, en manquant au respect (en grec ancien : σέβας) qui leur est dû, en niant leur existence, leur providence ou leur incorruptibilité ; elle est mise en rapport avec l’adikia (en grec ancien : ἀδικία), qui implique que l’on se comporte mal envers ses concitoyens. Ainsi, dans les chefs d'accusation portés contre Socrate, c'est d'asébie dont il s'agit ; dans le discours de Lysias Contre l’impiété d’Andocide, il s’agit également d’une accusation d’asébie. La religion grecque ne s’appuie sur aucune révélation. La cité grecque ne connaît aucune Église. La piété n’est pas l’expression d’un sentiment de relation intime avec une divinité. La religion grecque ne semble donc pas avoir demandé une adhésion profonde en un dogme, qui n’existe d’ailleurs pas, mais le simple respect des rites. Les conduites religieuses, eusébeia : respect des obligations envers les dieux, et impiété, asébeia, absence de respect des croyances et des rituels communs aux habitants d’une cité - n’ont pas un caractère défini et rigide. La piété semble avoir été le sentiment qu’avaient le groupe ou l'individu de certaines obligations. Être pieux, c'est croire en l'efficacité du système de représentations mis en place par la cité pour organiser les rapports entre les hommes et les dieux, et aussi y participer activement.

## Mythologie
En tant que figure allégorique, la déesse Eusébie est la mère d'Aidôs, la déesse d'un sentiment englobant la honte, modestie, le respect et l'humilité. Comme celle-ci, elle apparait plus comme une personnification que comme une déité concrète. Son équivalent romain est Pietas.

## Sources
- Virgile, Énéide [détail des éditions] [lire en ligne], Chant II.
- Platon, Euthyphron, 41 b.
- Platon, La République [détail des éditions] [lire en ligne] Livre VII, 522 d.
- Platon, Les Lois [détail des éditions] [lire en ligne] Livre III, 677 d-e.
- Platon, Phèdre [détail des éditions] [lire en ligne], 261 b.